# Гаррі Поттер і в'язень Азкабану (відеогра)
«Гаррі Поттер і в'язень Азкабану» — третя гра про Гаррі Поттера, заснована на романі Дж. К. Роулінг «Гаррі Поттер і в'язень Азкабану» і вийшла одночасно з релізом однойменного фільму. Для кожної цільової платформи (персональний комп'ютер, ігрові консолі, кишенькові консолі) гра кардинально відрізняється стилем і геймплеєм.

## Геймплей

### Персональний комп'ютер
Ігровий процес не змінився з часів Філософського каменю і Таємної кімнати компанії Know Wonder. Гравець управляє Гаррі, ходить по замку Гоґвортс і околицях, збирає бонуси (боби Берті Боттс, кекси, гарбузові пиріжки, все це можна розміняти на картку або шоколадну жабу — засіб відновлення здоров'я), відвідує уроки викладачів, вивчаючи нові заклинання. Але з'явилися нововведення: у деяких відведених місцях управління передається друзям Гаррі — Рону Візлі або Герміоні Грейнджер, також у кожного ігрового персонажа є свої унікальні заклинання («Карпі ретрактум» для Рона, «Драконіфорс» і «Ляпіфорс» для Герміони, «Глаціус» і «Експекто патронум» для Гаррі).
Гаррі, Рон і Герміона можуть одночасно впливати будь-яким заклинанням на один і той самий предмет (його можна дізнатися за трьома намальованим на об'єкті рунам заклинання). Для цього потрібно утримувати кнопку активації заклинання, поки інші не приєднаються, але ця особливість працює тільки в деяких спеціальних місцях.

### Консолі
Ігровий процес для консолей кардинально відрізняється від гри на персональному комп'ютері. Тут вона являє собою квест, в якому потрібно виконувати певні завдання ключових персонажів і грати в різноманітні мініігри. Тобто процес нагадує попередні ігри для консолей 4-го і 5-го поколінь.

### Кишенькові консолі
Версія Game Boy Advance і Game Boy Color є РПГ-грою, що нагадує більше GBC-версії двох попередніх ігор, а не версій GBA від попередніх двох. Геймплей нагадує геймплей серії ігор — Final Fantasy.

## Заклинання
- Загальні
  - Ріктусемпра — глушить і штовхає закляття проти живих істот.
  - Люмос — висвітлює простір, розчиняє ілюзії.
  - Алохомора — відмикає замкнені двері.
  - Депульсо — штовхає предмети. Єдине закляття проти книг (замість «Фліпендо» в попередніх іграх серії)
  - Спонгіфай — перетворює спеціальну плиту в батут, дозволяє перестрибнути вгору або через перешкоду.
- Персональні
  - Заклинання Гаррі:
    - Глаціус — заморожує заклинання. Паралізує закляття проти саламандр
    - Експекто патронум — заклинання Патронуса, чинне проти дементорів.

  - Заклинання Рона:
    - Карпі ретрактум — притягує до вас предмети або навпаки притягує вас до предмета. Знезбройне закляття проти Півза

  - Заклинання Герміони:
    - Драконіфорс — оживляє статуетку дракона.
    - Ляпіфорс — оживляє статуетку кролика.

## Вороги
- Персональний комп'ютер:
  - Вогняний краб — краб, що стріляє у вас вогненним струменем.
  - Піксі — маленькі летючі ельфи, кидаються в вас синіми кулями.
  - Півз — полтергейст, являє собою мінібоса, патрульного у класних кабінетів.
  - «Жахлива книга про чудовиськ» — випльовує сторінки, які оточують і атакують вас; саму книгу можна знищити тільки після перемоги над сторінками (за кожну перемогу дається картка).
  - Зачарований скелет — скелет, атакує своїми ж кістками.
  - Дементори — найсильніший ворог у грі, приморожують ноги Гаррі до землі. Дементори з'являються тільки у відведених місцях.
  - Бандіман — нагадує величезний двостулковий молюск. Зустрічається на випробуваннях та уроках Герміони.
  - Вогняна саламандра — плюється в вас вогнем, відроджується з вогню.
  - Біс — істота зростом з гнома, жбурляє в героя хлопавки. На бісів не діють ніякі заклинання, але їх можна знищити їхнім же озброєнням.